# Ruhayyah
Ruhayyah (tiếng Ả Rập: الرحية) là một ngôi làng Syria nằm ở Al-Hamraa Nahiyah ở huyện Hama, Hama. Theo Cục Thống kê Trung ương Syria (CBS), Rohaya có dân số 1715 trong cuộc điều tra dân số năm 2004.